# Laure Manaudou
Laure Manaudou (* 9. Oktober 1986 in Villeurbanne) ist eine ehemalige französische Schwimmerin. Sie war dreimal Weltmeisterin und gewann 2004 je eine olympische Gold-, Silber- und Bronzemedaille. Ihr jüngerer Bruder Florent Manaudou ist ebenfalls Schwimmer.

## Werdegang
Bei den Olympischen Sommerspielen 2004 in Athen gewann sie die Goldmedaille über 400 m Freistil, die Silbermedaille über 800 m Freistil sowie die Bronzemedaille über 100 m Rücken. Bei den Schwimmweltmeisterschaften 2005 in Montreal konnte sie im 400-m-Freistil-Finale ihre Leistungen von den Spielen in Athen bestätigen und wurde nach einem verpatzten Vorlauf, in dem sie nur 8. geworden war, Weltmeisterin.
Am 12. Mai 2006 schwamm sie neuen Weltrekord über 400 m Freistil mit einer Zeit von 4:03,03 Minuten und unterbot damit den alten Rekord der US-Amerikanerin Janet Evans aus dem Jahr 1988 um 82 Hundertstelsekunden.
Bei den Schwimmeuropameisterschaften 2006 in Budapest gewann sie die Goldmedaille über 400 und 800 m Freistil sowie über 100 m Rücken und 200 m Lagen. Außerdem holte sie drei Bronzemedaillen und war damit zusammen mit Britta Steffen die erfolgreichste Athletin. Über 400 m Freistil konnte sie ihren Weltrekord vom Mai 2006 nochmals verbessern. Sie schwamm im Finale 4:02,13 Minuten. Im selben Jahr wurde sie von der Sportzeitung L’Équipe zum zweiten Mal nach 2004 zu Frankreichs Sportlerin des Jahres („Champion des champions“) gewählt. Im selben Jahr wählte sie die italienische Sportzeitung La Gazzetta dello Sport zur Weltsportlerin des Jahres.
Bei den Schwimmweltmeisterschaften 2007 in Melbourne gewann sie die Goldmedaille über 200 und 400 m Freistil. Hierbei stellte sie über 200 m Freistil mit 1:55,52 Minuten einen neuen Weltrekord auf. Über 100 m Rücken gewann sie die Silbermedaille mit dem neuen Europarekord von 0:59,87 Minuten. Damit blieb sie auf dieser Strecke als erste Europäerin unter einer Minute. Manaudou wurde zur Weltschwimmerin des Jahres 2007 gewählt.
2008 trat Manaudou erneut dreimal bei den Olympischen Sommerspielen von Peking an, konnte aber aufgrund privater Probleme nicht an ihre vormaligen Erfolge anknüpfen. Über 400 m Freistil und 100 m Rücken erreichte sie erneut die Finalläufe und wurde dort Achte und Siebte, über 200 m Rücken schied sie im Halbfinale aus und wurde am Ende 17. Am 18. September 2009 wurde bekannt, dass Manaudou mit nur 22 Jahren ihre Karriere beendet. Im Juli 2011 kehrte sie jedoch in den Wettkampfsport zurück. 2012 wurde sie französische Meisterin über 50, 100 und 200 m Rücken; über 100 und 200 m qualifizierte sie sich auch für die Olympischen Sommerspiele 2012.
2017 wurde sie in die International Swimming Hall of Fame aufgenommen.

### Privates
Manaudou ist die Tochter des ehemaligen französischen Handballspielers und -trainers Jean-Luc Manaudou und der niederländischen Badmintonspielerin Olga Schippers. Sie war mit dem italienischen Schwimmer Luca Marin liiert, weswegen sie sich im Mai 2007 von ihrem Trainer trennte und Frankreich verließ, um in Turin zu leben und zu trainieren. Nachdem sie im Juni 2007 aus dem Turiner Club La Presse ausgeschlossen worden war, kehrte sie in ihre Heimat Ambérieu-en-Bugey zurück. Nachdem die Beziehung zu Marin 2007 auseinanderbrach, fiel die Französin in ein sportliches und psychisches Loch. Anschließend hatte sie eine Beziehung mit dem Schwimmer Frédérick Bousquet, aus der 2010 eine gemeinsame Tochter hervorging. Seit Anfang 2015 ist Manaudou mit dem Musiker Jérémy Frérot liiert, mit dem sie seit 2017 einen Sohn hat.
2009 gab es Pläne für einen Film über den französischen Schwimmer Alfred Nakache, in dem Bousquet die Hauptrolle und Manaudou die Frau von Nakache spielen sollten. Das Projekt kam bisher nicht zustande, weil die Familie von Nakache es ablehnt.

## Rekorde
| Weltrekorde (1)            | Weltrekorde (1) | Weltrekorde (1)   | Weltrekorde (1)  |
| -------------------------- | --------------- | ----------------- | ---------------- |
| 400 m Freistil (Kurzbahn)  | 03:56,09 min    | 9. Dezember 2006  | Helsinki         |
| Europarekorde (3)          |                 |                   |                  |
| 200 m Freistil (Kurzbahn)  | 01:53,48 min    | 17. November 2007 | Berlin           |
| 400 m Freistil (Kurzbahn)  | 03:56,09 min    | 9. Dezember 2006  | Helsinki         |
| 1500 m Freistil (Kurzbahn) | 15:42,39 min    | 20. November 2004 | La Roche-sur-Yon |
| (Stand: 16. August 2008)   |                 |                   |                  |

## Publikationen
- mit Marion Festraets: Entre les lignes. Michel Lafon, Neuilly-sur-Seine 2014, ISBN 978-2-7499-2288-1 (Autobiografie).